# ريتشارد فون فولكمان
ريتشارد فون فولكمان (بالألمانية: Richard Leander)‏ (17 أغسطس 1830 - 28 نوفمبر 1889) كان جراحًا ألمانيًا بارزًا ومؤلفًا للشعر والخيال.

## السيرة الشخصية
ولد في لايبزيغ في 17 أغسطس 1830، نجل عالم الفسيولوجيا ألفريد فيلهلم فولكمان. دخل ريتشارد كلية الطب في برلين وتخرج عام 1854. في عام 1867 تم تعيينه أستاذ الجراحة ومدير عيادة الجراحة في هاله حيث بقي حتى التقاعد. كان من أبرز الجراحين في عصره. مات في ينا.

## الإنجازات
- أجرى أول استئصال لسرطان المستقيم عام 1878.
- وصف تفقع فولكمان في عام 1881.
- ابتكر جبيرة وملعقة تحمل اسمه.
- بشر علاجه السل المفصلي بمحاولات الجراحة الوقائية.
- في عام 1894 ، وصف ثلاثة مرضى بسرطان كيس الصفن الذين عملوا مع البارافين والقطران .
- كان مؤيدًا مبكرًا لجوزيف ليستر ، وساعد في إدخال الجراحة المطهرة في جميع أنحاء ألمانيا .
- اخترع مبعاد الجراحية ، المعروف الآن باسم مبعاد فولكمان.

## روابط خارجية
ريتشارد فون فولكمان على موقع ميوزك برينز (الإنجليزية)
- ريتشارد فون فولكمان على موقع ديسكوغز (الإنجليزية)